# Id Software
id Software je americká společnost vyvíjející počítačové hry. Sídlí v Richardsonu v Texasu. Společnost založili v roce 1991 programátoři John Carmack a John Romero, herní designér Tom Hall a výtvarník Adrian Carmack. Společnost vynikla v oblasti 3D akčních her a 3D enginů, které licencuje.

## Hry

### Wolfenstein 3D
Hra byla vydána v roce 1992. Wolfenstein 3D měl plynulou pseudo 3D grafiku. V témže roce vyšlo pokračování Spear of Destiny. Společnost id Software se také podílela na spoluvytvoření dílu Wolfenstein od roku 2001 (Return to Castle Wolfenstein) do roku 2015 (Wolfenstein: The Old Blood).

### Doom
První díl byl vydán roku 1993 a stal se jednou z nejslavnějších her všech dob. Dodnes kolem něj existuje silná komunita fanoušků, která ho neustále vylepšuje. Dnes už existují verze podporující plně 3D zobrazení, bump mapping apod.
Hra se dočkala dalších třech pokračování: Doom II, Doom 3 a Final Doom. V roce 2016 vyšel reboot s názvem Doom, jehož příběh pokračuje v Doom Eternal z roku 2020.

### Quake
Série Quake se stala dalším mezníkem v historii id Software.
První díl byl vydán roku 1996 se špičkovou 3D grafikou pro vytvoření vysoce uznávané grafiky pro svou dobu (Quake engine). Celou sérii vytvořila společnost id Software, až na díly Quake 4 a Enemy Territory: Quake Wars.
Quake II, Quake III Arena (Quake III: Team Arena), Quake 4, Enemy Territory: Quake Wars a Quake Champions fungují na enginu id Tech 2, 3, 4 a 5.

### Hry vytvořené společností id Software
| Rok vydání | Název                                       | Vydavatelé              | Platformy                                                                                          |
| ---------- | ------------------------------------------- | ----------------------- | -------------------------------------------------------------------------------------------------- |
| 1988       | Dangerous Dave                              | Softdisk                | Apple II, MS-DOS                                                                                   |
| 1990       | Commander Keen in Invasion of the Vorticons | Apogee Software         | MS-DOS                                                                                             |
| 1991       | Catacomb 3-D                                | Softdisk                | MS-DOS                                                                                             |
| 1991       | Commander Keen in Keen Dreams               | Softdisk                | MS-DOS                                                                                             |
| 1991       | Commander Keen in Goodbye, Galaxy           | Apogee Software         | MS-DOS                                                                                             |
| 1991       | Commander Keen in Aliens Ate My Babysitter  | FormGen                 | MS-DOS                                                                                             |
| 1991       | Dangerous Dave in the Haunted Mansion       | Softdisk                | MS-DOS                                                                                             |
| 1991       | Rescue Rover                                | Softdisk                | MS-DOS                                                                                             |
| 1991       | Rescue Rover 2                              | Softdisk                | MS-DOS                                                                                             |
| 1991       | Shadow Knights                              | Softdisk                | MS-DOS                                                                                             |
| 1991       | Hovertank 3D                                | Softdisk                | MS-DOS                                                                                             |
| 1992       | Wolfenstein 3D                              | Apogee Software         | MS-DOS                                                                                             |
| 1993       | Tiles of the Dragon                         | Softdisk                | MS-DOS                                                                                             |
| 1993       | Doom                                        | GT Interactive Software | MS-DOS                                                                                             |
| 1994       | Doom II: Hell on Earth                      | GT Interactive Software | MS-DOS                                                                                             |
| 1995       | Master Levels for Doom II                   | GT Interactive Software | MS-DOS                                                                                             |
| 1995       | The Ultimate Doom                           | GT Interactive Software | MS-DOS                                                                                             |
| 1996       | Quake                                       | GT Interactive Software | MS-DOS, Linux                                                                                      |
| 1997       | Quake II                                    | Activision              | Microsoft Windows, Linux                                                                           |
| 1999       | Quake III Arena                             | Activision              | Microsoft Windows, Linux                                                                           |
| 2000       | Quake III: Team Arena                       | Activision              | Microsoft Windows, Linux                                                                           |
| 2004       | Doom 3                                      | Activision              | Microsoft Windows, Linux, OS X                                                                     |
| 2005       | Doom RPG                                    | EA Mobile               | Mobil                                                                                              |
| 2006       | Orcs & Elves                                | JAMDAT Mobile, EA       | Mobil, Nintendo DS                                                                                 |
| 2008       | Wolfenstein RPG                             | EA Mobile               | Java ME, BREW, iOS                                                                                 |
| 2010       | Quake Live                                  | Bethesda Softworks      | Microsoft Windows                                                                                  |
| 2011       | Rage                                        | Bethesda Softworks      | Microsoft Windows, PlayStation 3, Xbox 360, OS X                                                   |
| 2012       | Doom 3 BFG Edition                          | Bethesda Softworks      | Microsoft Windows, Linux, PlayStation 3, Xbox 360, Shield Portable                                 |
| 2016       | Doom                                        | Bethesda Softworks      | Microsoft Windows, PlayStation 4, Xbox One                                                         |
| 2018       | Quake Champions                             | Bethesda Softworks      | Microsoft Windows                                                                                  |
| 2019       | Rage 2                                      | Avalanche Studios       | |
| 2020       | Doom Eternal                                | Bethesda Softworks      | Microsoft Windows, PlayStation 4, Xbox One, Stadia, Nintendo Switch, PlayStation 5 Xbox Series X/S |
| 2022       | Quake Champions                             | Bethesda Softworks      | |
| 2025       | Doom: The Dark Ages                         | Bethesda Softworks      | Windows, PlayStation 5, Xbox Series X/S                                                            |

### Hry spoluvytvořené nebo publikováné společností id Software
| Rok vydání | Název                                       | Vývojáři                                | Platformy                                                           |
| ---------- | ------------------------------------------- | --------------------------------------- | ------------------------------------------------------------------- |
| 1994       | Heretic                                     | Raven Software                          | MS-DOS                                                              |
| 1995       | Hexen: Beyond Heretic                       | Raven Software                          | MS-DOS                                                              |
| 1996       | Final Doom                                  | TeamTNT, Casali brothers                | MS-DOS                                                              |
| 1997       | Doom 64                                     | Midway Games                            | Nintendo 64                                                         |
| 1997       | Hexen II                                    | Raven Software                          | Microsoft Windows                                                   |
| 1997       | Towers of Darkness: Heretic, Hexen & Beyond | —                                       | MS-DOS                                                              |
| 1998       | Quake: The Offering                         | —                                       | MS-DOS                                                              |
| 1999       | Quake II: Quad Damage                       | —                                       | Microsoft Windows                                                   |
| 2001       | Return to Castle Wolfenstein                | Gray Matter Interactive, Nerve Software | Microsoft Windows, Linux, Mac OS                                    |
| 2003       | Wolfenstein: Enemy Territory                | Splash Damage                           | Microsoft Windows, Linux, Mac                                       |
| 2005       | Doom 3: Resurrection of Evil                | Nerve Software                          | Microsoft Windows, Linux, Xbox                                      |
| 2005       | Quake 4                                     | Raven Software                          | Microsoft Windows, Linux, Mac OS X, Xbox 360                        |
| 2005       | Doom RPG                                    | Fountainhead Entertainment              | Mobil                                                               |
| 2005       | Orcs and Elves                              | Fountainhead Entertainment              | Mobil                                                               |
| 2007       | Enemy Territory: Quake Wars                 | Splash Damage                           | Microsoft Windows, Linux, Mac OS X, PlayStation 3, Xbox 360         |
| 2008       | Wolfenstein RPG                             | Fountainhead Entertainment              | Mobil                                                               |
| 2009       | Wolfenstein                                 | Raven Software                          | Microsoft Windows, PlayStation 3, Xbox 360                          |
| 2014       | Wolfenstein: The New Order                  | MachineGames                            | Microsoft Windows, PlayStation 3, PlayStation 4, Xbox 360, Xbox One |
| 2015       | Wolfenstein: The Old Blood                  | MachineGames                            | Microsoft Windows, PlayStation 4, Xbox One                          |
| 2017       | Wolfenstein II: The New Colossus            | MachineGames                            | Microsoft Windows, PlayStation 4, Xbox One, Nintendo Switch         |
| 2019       | Wolfenstein: Youngblood                     | MachineGames                            | Microsoft Windows, PlayStation 4, Xbox One, Nintendo Switch, Stadia |
| 2019       | Wolfenstein: Cyberpilot                     | MachineGames                            | Microsoft Windows                                                   |

### Datadisky (DLCs)
| Rok vydání | Název                   | Vývojáři                | Název hry      | Platformy         |
| ---------- | ----------------------- | ----------------------- | -------------- | ----------------- |
| 1992       | Spear of Destiny        | id Software             | Wolfenstein 3D | MS-DOS            |
| 1997       | Scourge of Armagon      | Hipnotic Software       | Quake          | MS-DOS            |
| 1997       | Dissolution of Eternity | Rogue Entertainment     | Quake          | MS-DOS            |
| 1998       | The Reckoning           | Gray Matter Interactive | Quake II       | Microsoft Windows |
| 1998       | Ground Zero             | Rogue Entertainment     | Quake II       | Microsoft Windows |

## Významní zaměstnanci

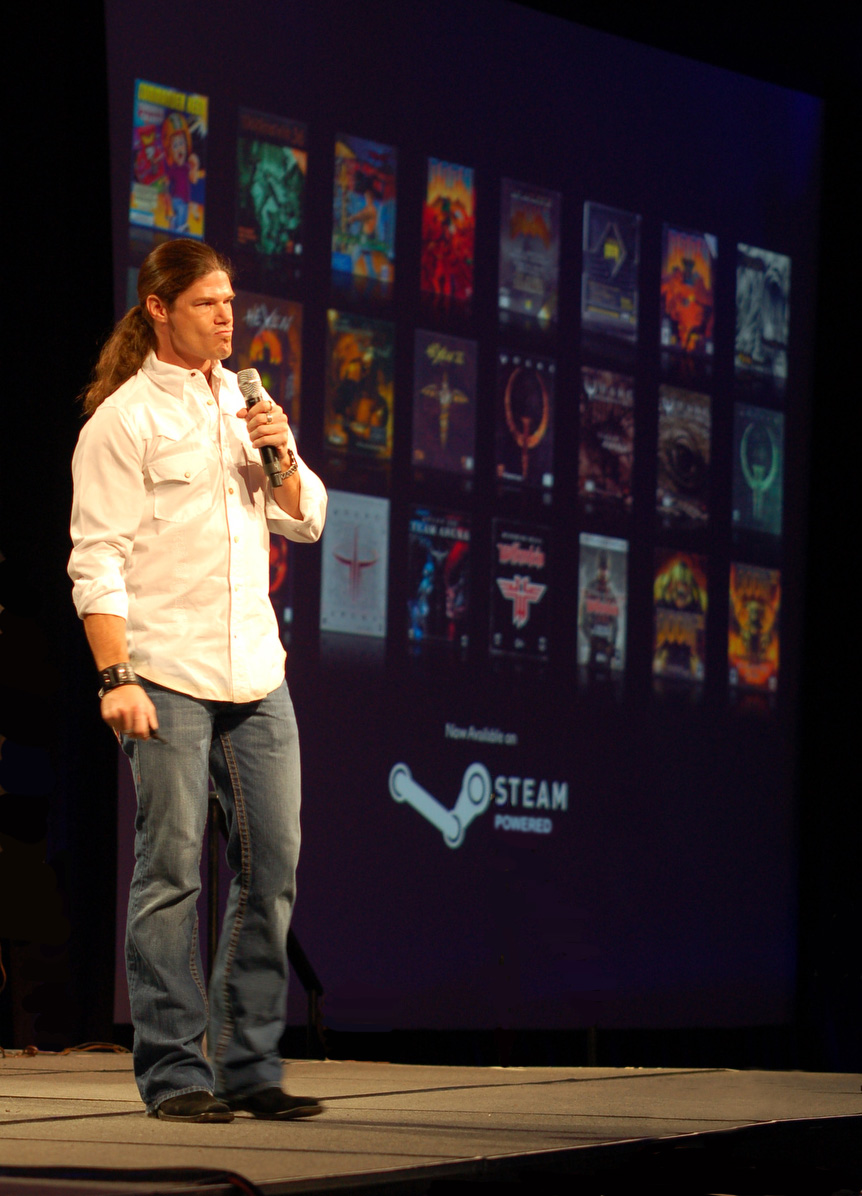
Todd Hollenshead, bývalý prezident společnosti

- Kevin Cloud – výkonný producent (1992–dosud)
- Tim Willits – manažer studia (1995–dosud)
- Marty Stratton – výkonný producent (1997–dosud)
- Robert Duffy – technický ředitel (1998–dosud)
- Donna Jackson – office manager (1994–dosud)

### Bývalí
- Tom Hall – spoluzakladatel, herní designér, level designer, scenárista, creative director (1991–1993). Rezignoval v srpnu 1993 po sporu s Johnem Carmackem kvůli designu hry Doom. Brzy nato byl přijat společností Apogee Software.
- Bobby Prince – hudební skladatel (1991–1994). Hudebník na volné noze, který po hře Doom II odešel a začal se věnovat jiným projektům.
- Dave Taylor – programátor (1993–1994). Taylor odešel z id Software a spoluzaložil Crack dot Com.
- John Romero – spoluzakladatel, herní designér, programátor (1991–1996). Romero byl vyhozen z id Software po vydání hry Quake. Spolu s Hallem založili 15. listopadu 1996 Ion Storm.
- Shawn Green – softwarová podpora (1991–1996). Odešel z id Software, aby se mohl připojit k Romerovi v Ion Stormu.
- Mike Wilson – PR a marketing (1994–1997). Odešel z id Software, aby se stal CEO společnosti Ion Storm spolu s Romerem. O rok později ji opustil a vstoupil do Gathering of Developers a poté do Devolver Digital.
- Michael Abrash – programátor (1995–1996). Po hře Quake se vrátil do Microsoftu.
- Jay Wilbur – obchodní ředitel (1991–1997). Odešel z id Software po Romerově rezignaci a vstoupil do Epic Games roku 1997.
- Sandy Petersen – level designer (1993–1997). Odešel z id Software do Ensemble Studios roku 1997.
- American McGee – level designer (1993–1998). McGee byl vyhozen po vydání hry Quake II. Byl přijat společností EA a vytvořil kult American McGee's Alice.
- Adrian Carmack – spoluzakladatel, výtvarník (1991–2005). Camack odešel z id Software po vydání hry Doom 3.
- Todd Hollenshead – prezident společnosti (1996–2013).
- John Carmack – spoluzakladatel, technický ředitel (1991–2013). 7. srpna 2013 vstoupil do Oculus VR. Ukázalo se ale, že není schopen být ve dvou firmách zároveň. Jako poslední zakládající člen opustil 22. listopadu 2013 id Software.